# Broek (Brummen)

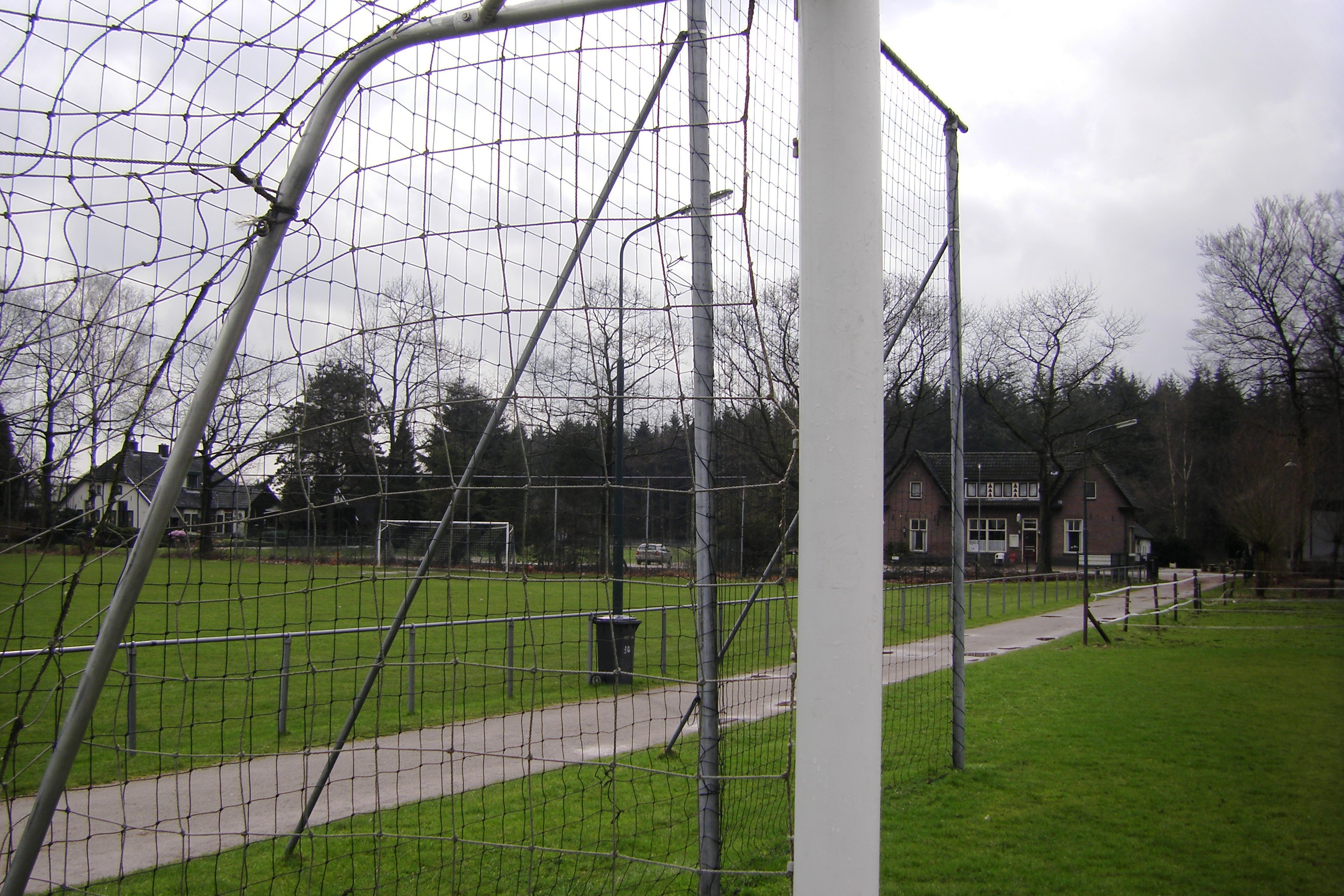
Sportpark "de Overkant" met op de achtergrond "Café de vroolijke Frans".

Broek, voorheen bekend als het Rhienderense Broek, is de nieuwste en kleinste buurtschap in de gemeente Brummen. De buurtschap ligt ten noordwesten van de gemeentelijke hoofdplaats Brummen, en is voor voorzieningen vooral op dit dorp gericht. Begin 2001 werd de buurt officieel een buurtschap, en kreeg het zijn eerste plaatsnaambord met de naam Broek.
Broek heeft een koor genaamd "Broeks Koor De Vroolijkheid", dat inmiddels elders repeteert en een restaurant met de naam "De Vroolijke Frans", waar ook de Broekse muziekvereniging "La Fraternité" repeteerde. Deze Vereniging is inmiddels opgeheven. De voetbalvereniging Oeken (opgericht 5 oktober 1928) pacht van de opvolgers van de voormalige eigenaar haar trainings- en wedstrijdveld. Daarvoor heeft ze destijds de grootvader van de vorige eigenaar moeten beloven geen kantine te bouwen. Daarom wordt deze eigenaar wel de Berlusconi van Oeken genoemd. Inmiddels heeft  de voetbalclub trouwens wél een eigen kantine, geheel in   samenspraak met de huidige eigenaars. 
Elk jaar wordt op het veld naast dit café de Broekse Kermis gehouden. Dit kinderfeest met onder andere vogelschieten en een draaimolen wordt al vanaf 1872 georganiseerd op de zondag, twee weken na het vogelschieten in Brummen.